# Likblekhet
Likblekhet eller pallor mortis är den blekhet i en kropp efter döden och orsakas av att blodcirkulationen avstannat och blodet lämnar de kapillära blodkärlen. Pallor mortis inträffar ganska omedelbart, ibland redan 15 minuter efter dödsögonblicket, och är därför ingen pålitlig indikator för att avgöra tidpunkten för döden.